# タガネソウ
タガネソウは、単子葉植物カヤツリグサ科スゲ属の植物である。一般にスゲ類はススキのような細長い葉を持っているが、タガネソウは、例外的に楕円形に近い葉を持つ。

## 特徴
地下に匍匐茎があり、横に這ってまばらな群落を作る。根出葉を一カ所から数枚つける。葉はやや立ち上がり、緑か黄緑で、質は薄く、つやはなく、縦のしわがある。基部の鞘は紅色を帯びる。夏緑性であり冬は葉が枯れるが翌年また生えてくる。
花茎は、前の年に葉があった部分から出て立ち上がり、高さは30cmほど。緑色でつやがなく、全体に無毛。花茎は稜があって三角形になる。小穂は上の方に数個、互いに離れてつく。小穂の基部の苞は鞘があって、葉身は小さい。
小穂は下のものほど柄があるが、真っすぐに花茎に沿う。小穂は雄雌性で、それぞれの先端部に雄花が少しつく。果胞は先端が丸く、肉厚になっている。
花茎は果実が熟すると倒れ、葉の間の地表に姿を隠す。
名前は、スゲの仲間としては特に幅広い葉の形を、鏨（たがね）に見立てたものと言われる。

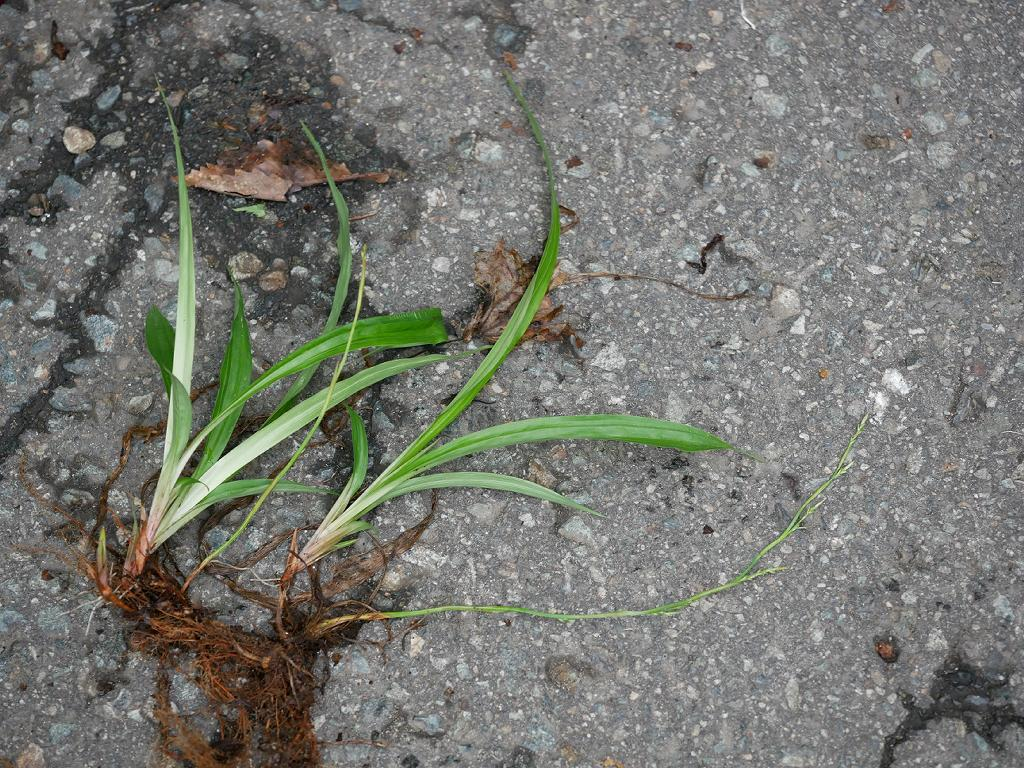
全形
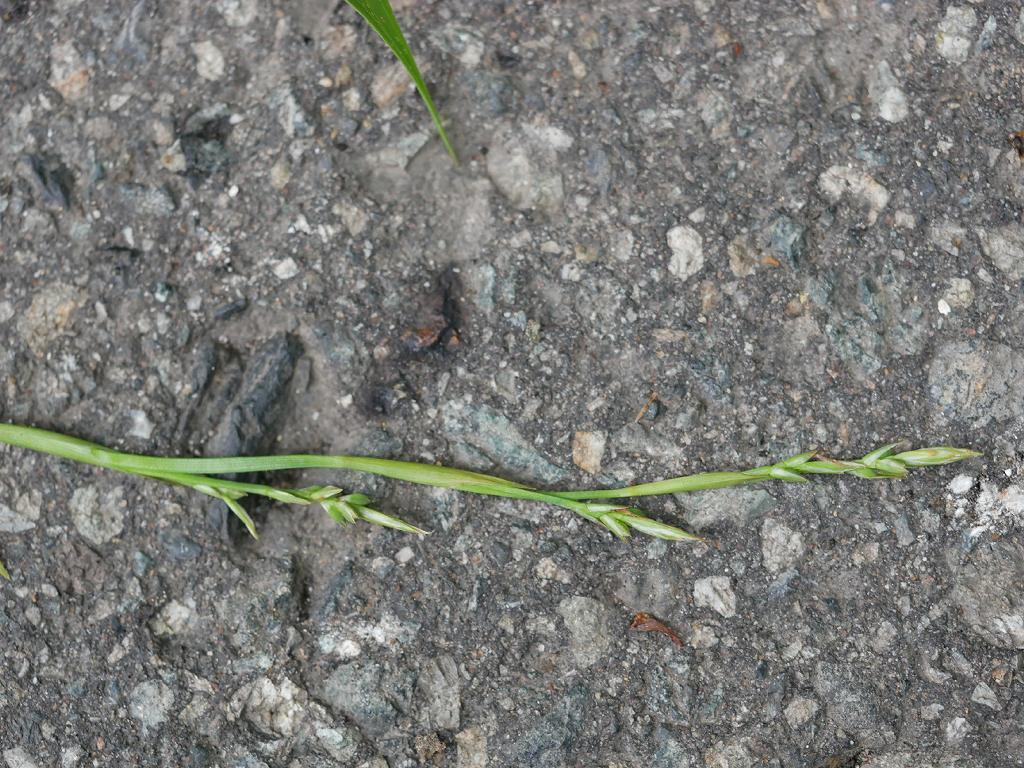
花穂
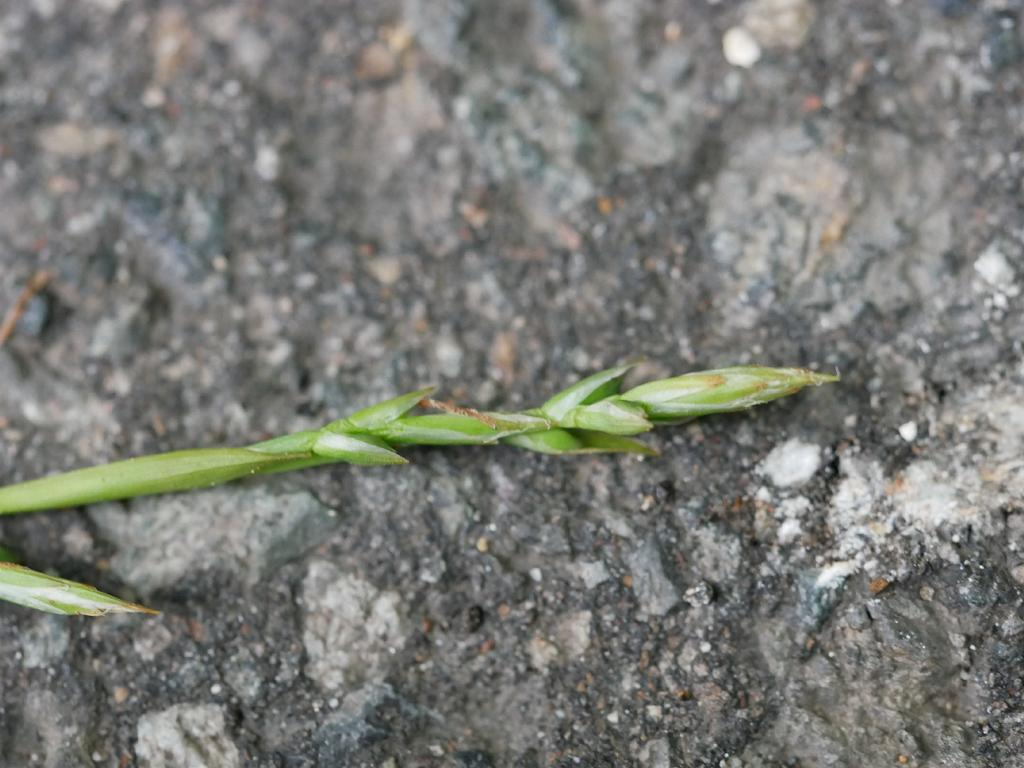
頂小穂
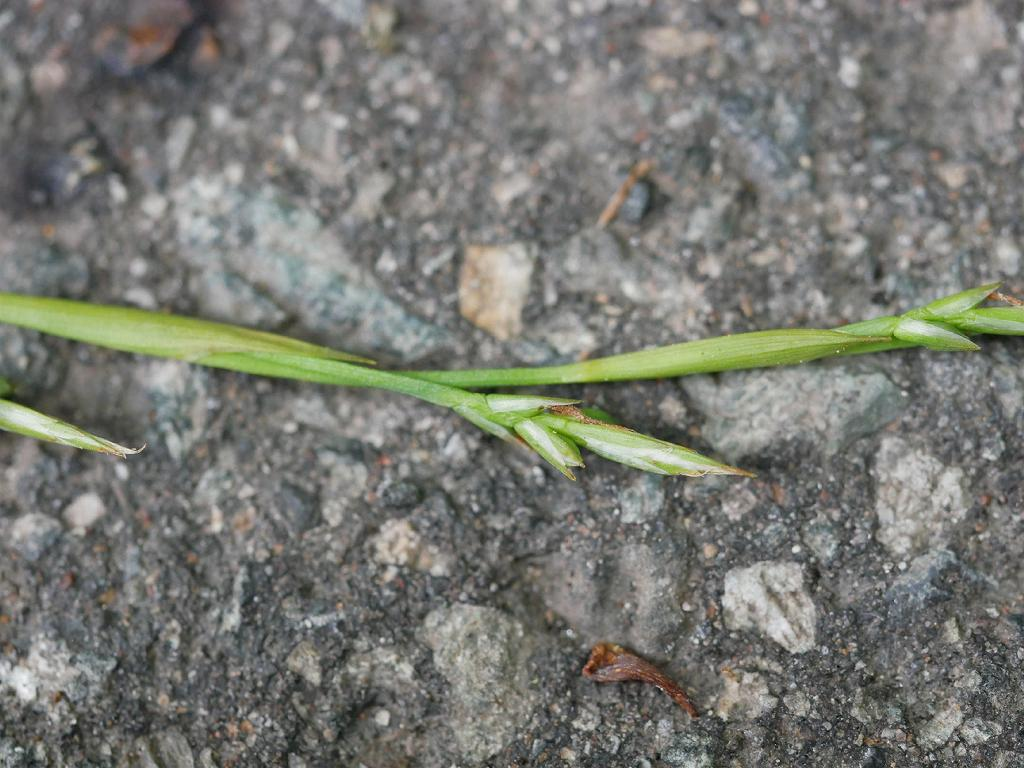
側小穂
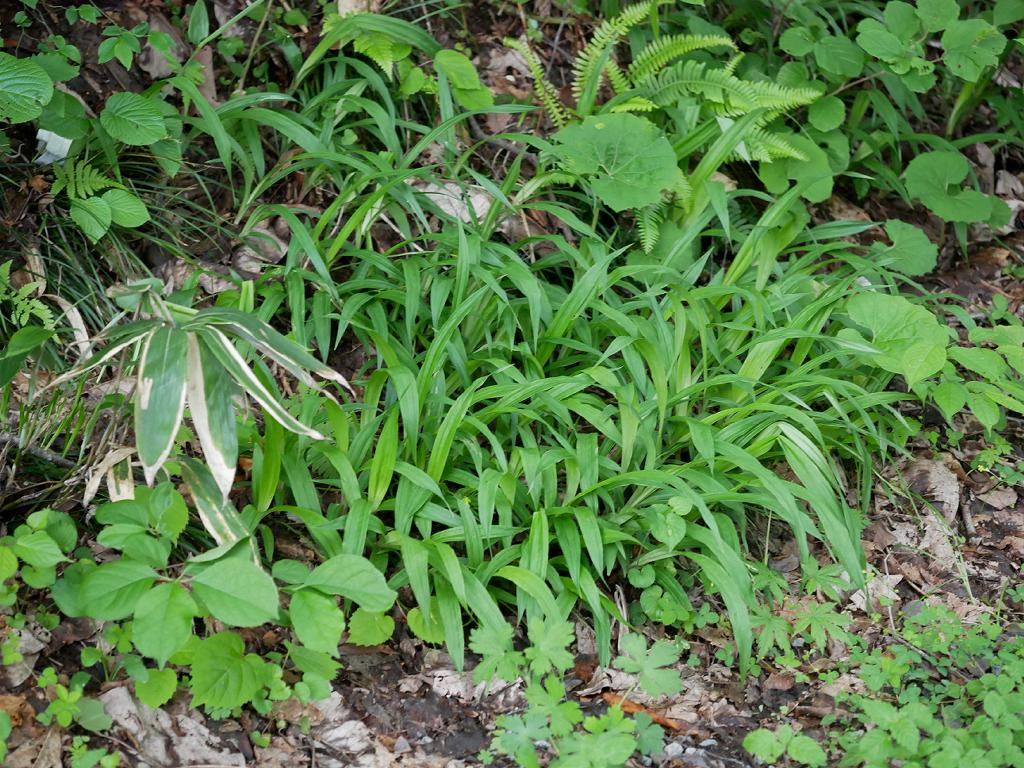
山道沿いの群落

## 生育環境
比較的乾燥したところに生え、山腹の木陰や山道の脇で見かける。日本では北海道から九州までに広く分布し、国外では北東アジアに広く分布する。

## 近似種
このような姿のスゲは他にはほとんどないが、近縁種は他に二種知られている。
- ケタガネソウ（C. ciliatomarginata）：タガネソウに非常に似ているが、全体にやや小型であること、全株に毛が多く、特に葉の縁に長いものが並ぶこと、花茎先端の小穂が雄小穂であることなどから別種とされている。本州から九州と、前種よりやや南に片寄った分布を持つ。国外でも似た傾向がある。
- ササノハスゲ（C. pachygyna）：葉の見かけはタガネソウに似ているが、小穂は随分異なる。小穂は雄雌性、ほぼ球形で、花茎の各節から2-3個ずつ出る。タガネソウと違い常緑性。近畿以西の本州と四国のみに産する。

## 利用
実用的な利用価値は特にない。

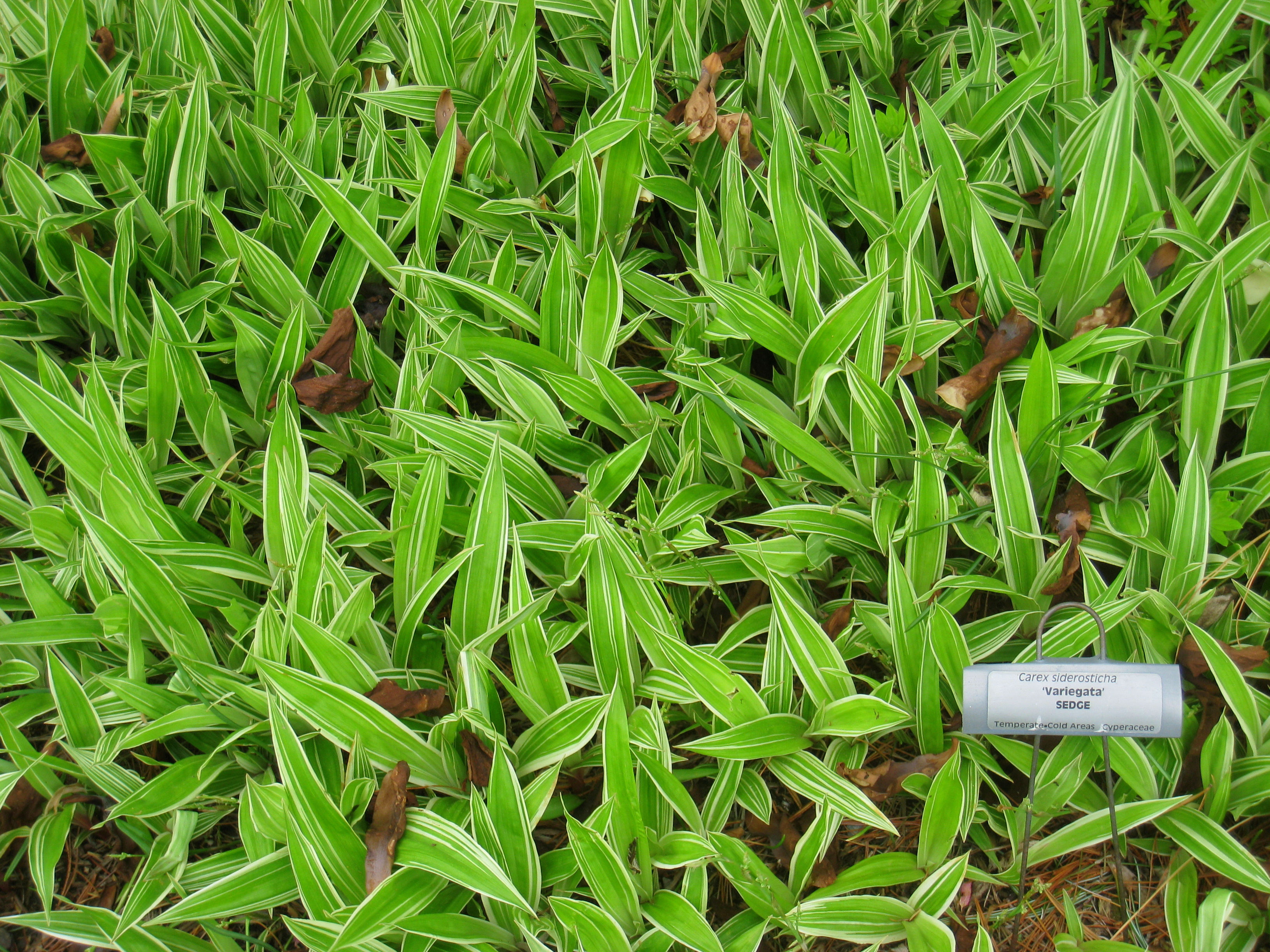
斑入りタガネソウ

ただし、タガネソウはその姿がややまとまっているので、野趣を買われて山野草として鉢植えや庭植えされることがある。特に、葉に斑入りがあるものは鑑賞価値が高い。この場合、タガネソウとケタガネソウを区別していない。

## 分類
形態的に似通った上記三種と、葉は線形だが小穂の形態などが似たイワヤスゲ（四国固有）をまとめてタガネソウ節とする。あるいはタマツリスゲ節に含める。
スゲ属 Carex
- タガネソウ節 Sect. Siderostictae
  - タガネソウ C. siderosticta Hance
  - ケタガネソウ C. ciliatomarginata Nakai.
  - ササノハスゲ C. pachygyna French. et Sav.
  - イワヤスゲ C. tumidula Ohwi.